# Bulbophyllum reticulatum
Bulbophyllum reticulatum es una especie de orquídea epifita  originaria de Borneo.

## Descripción
Es una orquídea de pequeño tamaño, con hábitos de epifita que tiene pseudobulbos reticulados, alineados, oblongos a ovoides que están espaciados muy distantes en el rizoma, y una corta hoja. Florece en una inflorescencia con grandes brácteas de revestimiento que lleva flores carnosas, fragantes que surgen en el verano y el otoño.

## Distribución y hábitat
Se encuentra en Borneo en los bosques de las montañas de piedra caliza y en las tierras bajas. 
Crece en la propagación de humus sobre piedra caliza donde tiene un hábito de crecimiento aleatorio a voluntad de la flor, pero a menudo, también crece a grandes distancias y puede aparecer sobre un árbol, pero rara vez o nunca en flor.

## Taxonomía
Bulbophyllum reticulatum fue descrita por Bateman ex Hook.f. y publicado en Botanical Magazine 92: t. 5605. 1866.
Etimología
Bulbophyllum: nombre genérico que se refiere a la forma de las hojas que es bulbosa.
reticulatum: epíteto latíno que significa "reticulado".
Sinonimia
- Bulbophyllum carinatum Cogn.
- Bulbophyllum katherinae A.D.Hawkes
- Phyllorchis reticulata (Bateman) Kuntze
- Phyllorkis reticulata (Bateman ex Hook.f.) Kuntze	[4][5]